# Bocchoris trivitralis
Bocchoris trivitralis là một loài bướm đêm trong họ Crambidae.